# Scheimpflug Nunatak
Scheimpflug Nunatak är en nunatak i Antarktis. Den ligger i Västantarktis. Argentina, Chile och Storbritannien gör anspråk på området. Toppen på Scheimpflug Nunatak är 113 meter över havet.
Terrängen runt Scheimpflug Nunatak är huvudsakligen kuperad, men åt sydväst är den bergig. Havet är nära Scheimpflug Nunatak åt sydväst. Trakten är glest befolkad. Närmaste befolkade plats är Gonzalez Videla Station, 12,5 kilometer väster om Scheimpflug Nunatak. 